# كارل آدم مالمستين
كارل آدم مالمستين هو طبيب سويدي، ولد 7 ديسمبر 1849 وتوفي في 2 يونيو 1923، وهو ابن الطبيب بير هنريك مالمستين، ووالد كارل مالمستين.